# Paranaitis pumila
Paranaitis pumila är en ringmaskart som beskrevs av Kato och Pleijel 2003. Paranaitis pumila ingår i släktet Paranaitis och familjen Phyllodocidae. Inga underarter finns listade i Catalogue of Life.